# Dar-al-Makhzen (Rabat)
O Dâr-al-Makhzen ou Dar al Makhzen é um palácio dos reis de Marrocos situado em Rabat, a capital do país. É a residência oficial dos monarcas marroquinos, mas tem funções sobretudo político-administrativas, pois o rei geralmente não reside lá de facto. O palácio localiza-se em Touarga (ou "cidade real"), a comuna urbana com estatuto especial da prefeitura de Rabat.
Construído em 1864, no lugar de um palácio mais antigo, é rodeado de uma muralha defensiva, com uma grande entrada principal que dá acesso a um vasto pátio, o Méchouar. O complexo é constituído pela "cidade do governo", que inclui uma mesquita e diversos edifícios ocupados por ministérios, por casernas da guarda, um colégio, um pequeno hipódromo e um campo de golfe privado. Todos os edifícios estão cobertos de telhas verdes, um material reservado em Marrocos à realeza marroquina e a edifícios religiosos muçulmanos, estão estruturados segundo o modelo das casas citadinas tradicionais e orientados para vastos jardins e pátios interiores muito ornamentados.
No complexo trabalham e residem cerca de 2 000 pessoas.